# Constant Permeke

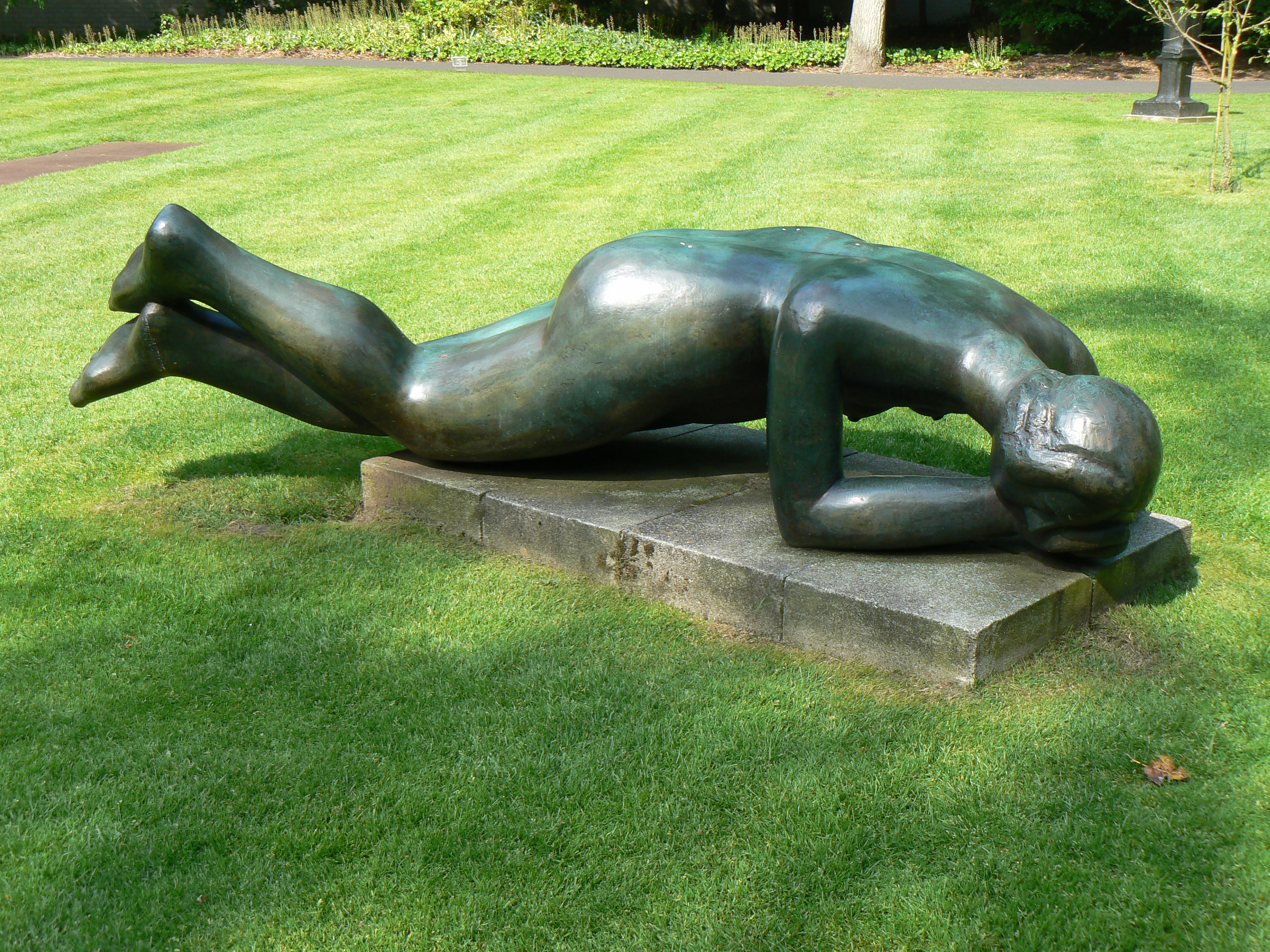
Niobe al museu Kröller-Müller a Otterlo (Països Baixos)

Constant Permeke (Anvers, 31 de juliol 1886 — Oostende, 4 de gener de 1952) era un pintor i escultor belga expressionista, considerat com l'exponent major de l'expressionisme flamenc.

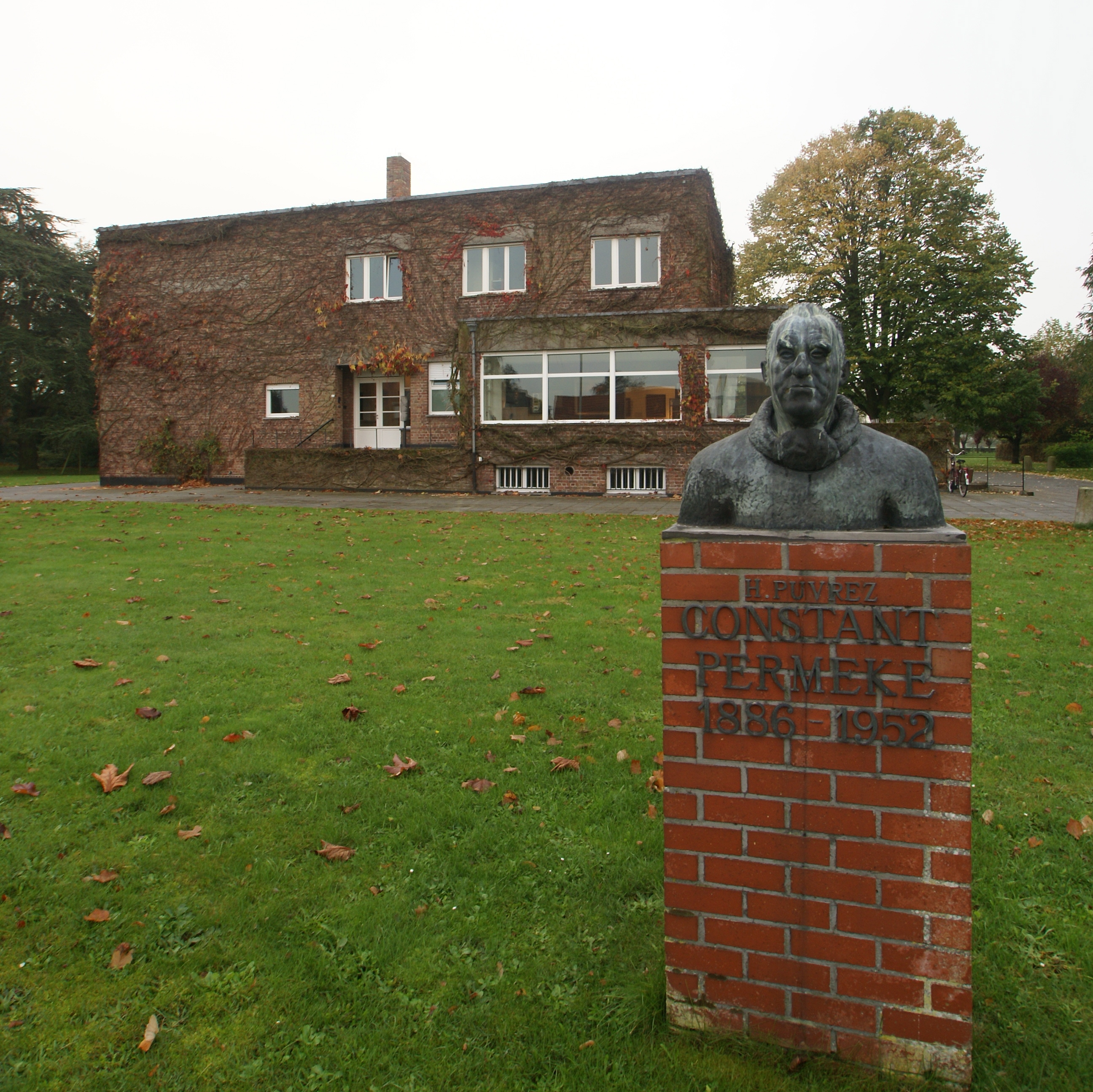
Entrada del Museu Provincial Paul Permeke a Jabbeke, antiga casa del pintor

Museus on es troben obres majors de l'artista
- Amsterdam, Stedelijk Museum
- Antwerpen, Koninklijk Museum voor Schone Kunsten
- Basilea, Kunstmuseum
- Bruges, Groeningemuseum
- Bruges, Abadia de Sant Andreu
- Brussel·les, Koninklijke Musea voor Schone Kunsten van België
- Brussel·les, Museu d'Elsene
- Eindhoven, Van Abbemuseum
- Gant, Museum voor schone kunsten
- Jabbeke, Museu provincial Constant Permeke
- Kortrijk, Stedelijk Museum
- Oostende, Mu.ZEE
- París, Musée National d'Art Moderne
- Praga, Narodni Galerie
- São Paulo, Museo de Arte Contemporaneo da Universidade de São Paulo
- Brussel·les, Banca Artesia
- Brussel·les, Banca Dexia
- Brussel·les, Banca Paribas
- Mollet del Vallès, Museu Abelló